# IBM 729

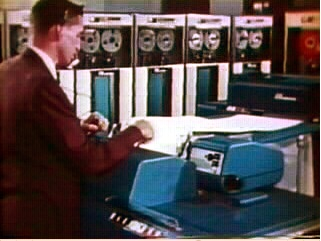
Une banque de lecteurs de bande IBM 729.

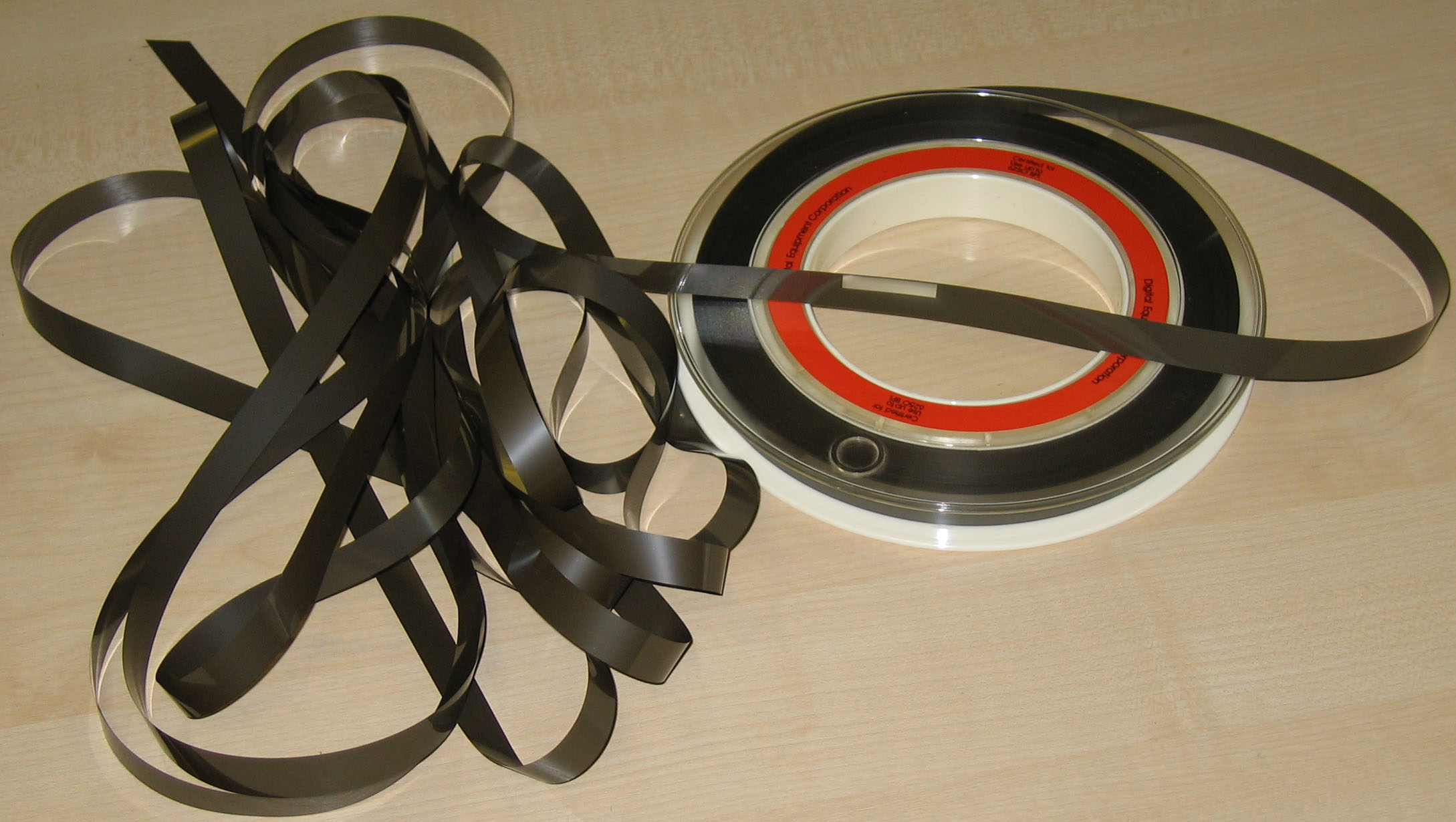
Bobine de bande montrant un marqueur réfléchissant de début de bande.

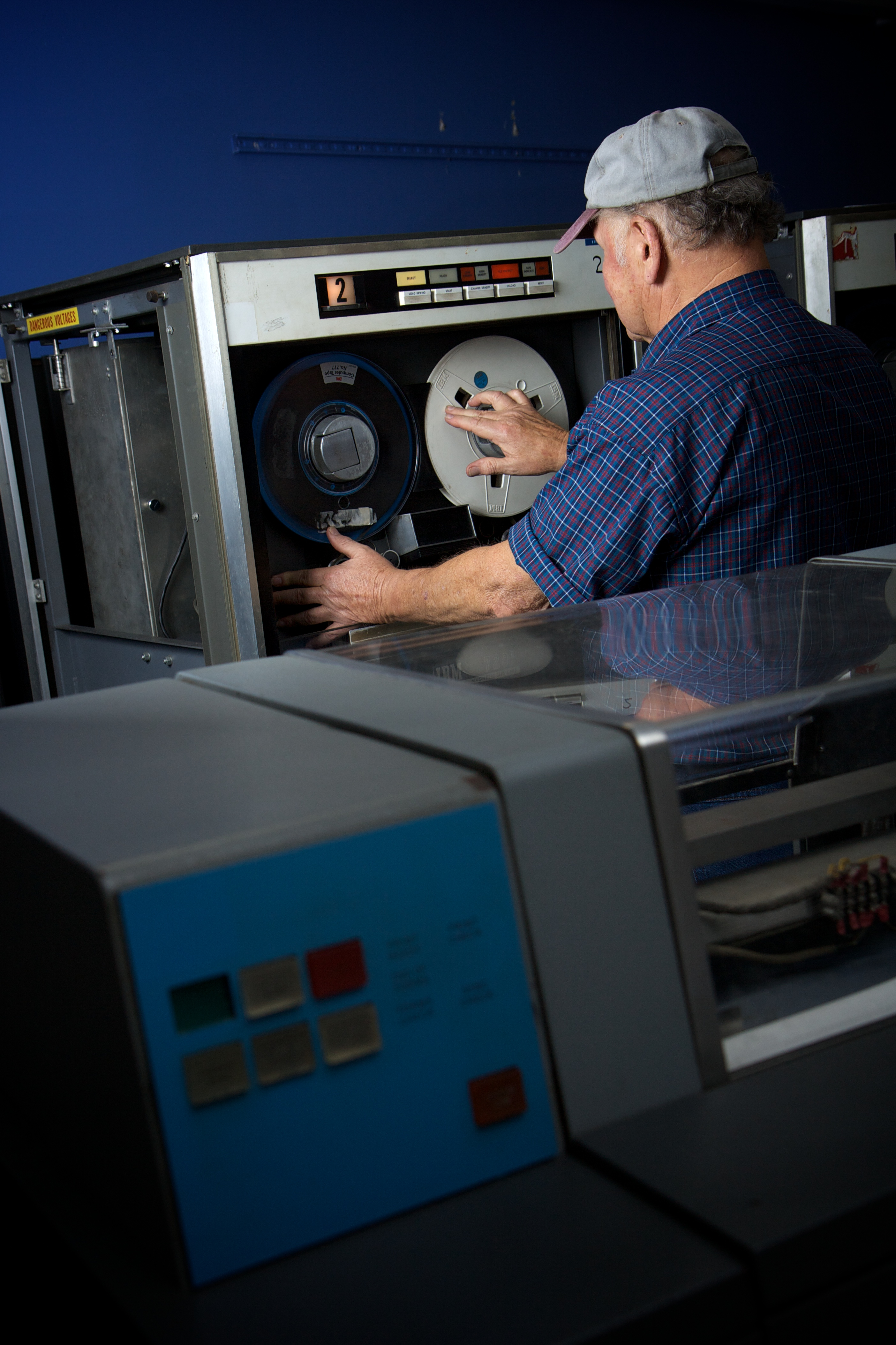
Un lecteur de bande IBM 729 en cours de débogage dans le cadre du projet de restauration IBM 1401 du musée de l'histoire de l'ordinateur. Une bobine de bande magnétique est chargée sur le lecteur. Le doigt de l'opérateur maintient la bande en place sur la bobine réceptrice pendant qu'il effectue quelques tours pour fixer l'amorce du ruban. Une imprimante IBM 1403 est au premier plan.

L'unité de bande magnétique IBM 729 était le système de stockage de masse sur bande emblématique d'IBM de la fin des années 1950 au milieu des années 1960. Faisant partie de la famille d'unités de bande à 7 pistes d'IBM, il a été utilisé à la fin des ordinateurs de la série 700, la plupart des séries 7000 et la série 1400. Comme son prédécesseur, l' IBM 727 et de nombreux successeurs, le 729 utilisait une bande magnétique de 12,7 mm (1/2 pouce) pouvant atteindre 730 m (2400 pieds) de long enroulée sur des bobines d'un diamètre maximal de 267 mm (10½ pouce). Pour permettre une accélération rapide de la bande (et donc des temps de recherche/accès réduits), de longues colonnes à vide étaient placées entre les bobines de bande et les têtes de lecture/écriture pour absorber les augmentations soudaines de la tension de la bande qui autrement casseraient la bande. La protection en écriture était assurée par un anneau en plastique amovible à l'arrière de la bobine de bande.

## Format des données
La bande avait sept pistes parallèles,  six pour les données et une pour maintenir la parité. Les bandes avec des données de caractères (BCD) étaient enregistrées avec une parité paire. Les bandes binaires utilisaient une parité impaire. (Manuel 709, p. 20) Des bandes d'aluminium étaient collées à plusieurs pieds des extrémités de la bande pour servir de marqueurs physiques de début et de fin de bande. La protection contre l'écriture était assurée par un anneau en plastique amovible à l'arrière de la bobine de bande. Un espace de 3/4 de pouce entre les enregistrements permettait au mécanisme d'avoir suffisamment de temps pour arrêter la bande. La vitesse initiale de la bande était de 2,95 m/s (75 pouces par seconde) et la densité d'enregistrement était de 200 caractères par pouce, soit une vitesse de transfert de 120 kbit/s. Les modèles 729 ultérieurs prenaient en charge 556 et 800 caractères par pouce (vitesse de transfert 480 kbit/s). À 200 caractères par pouce, une seule bande de 2 400 pieds pouvait stocker l'équivalent de quelque 50 000 cartes perforées (environ 4 000 000 d'octets de six bits, ou 3 MByte).
La série 729 a été remplacée par des lecteurs de bande à 9 pistes introduits avec l'IBM System/360 .

## Modèles

### 729 I
L'IBM 729 I a été introduit pour les ordinateurs IBM 709 et IBM 705 III, avait l'air identique à l' IBM 727 et utilisait des tubes à vide. La principale amélioration était l'utilisation d'une tête à double interstice permettant de vérifier l'écriture.

### 729 II
L'IBM 729 II a été introduit pour les ordinateurs de la série IBM 7000, introduisant un nouveau style d'armoire et des circuits tansistorisés. Il prend en charge la double densité (200, 556).

### 729 III
Haute vitesse (112,5 pouces/s) densité simple (556).

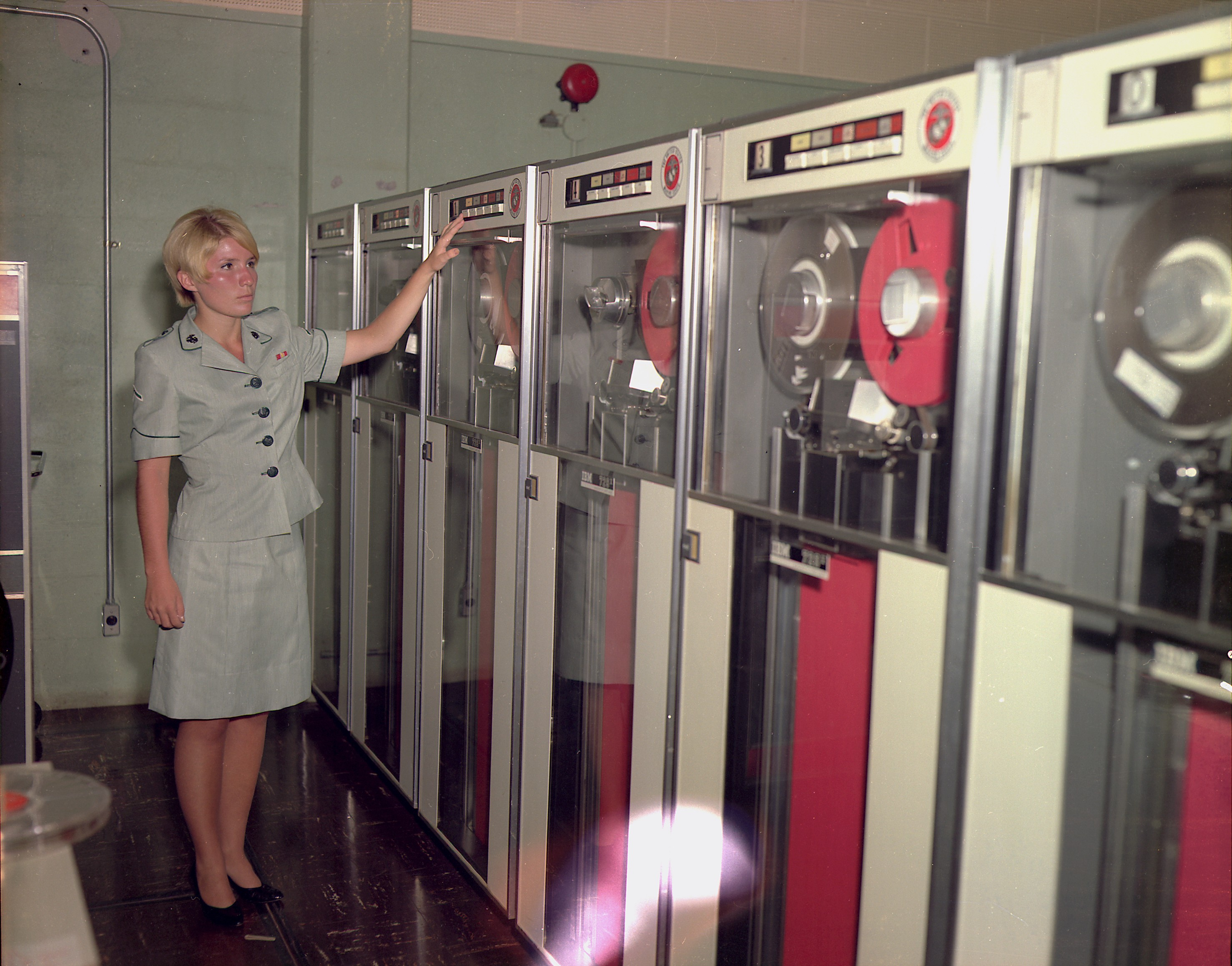
La private first class Patricia Barbeau exploite un IBM 729 à Camp H. M. Smith, à Hawaï, en 1969.

### 729 IV
Haute vitesse (112,5 pouces/s) double densité (200, 556).

### 729 V
Haute densité (800).

### 729 VI
Haute vitesse (112,6 pouces/s) haute densité (800). Introduit en septembre 1961.

## Galerie

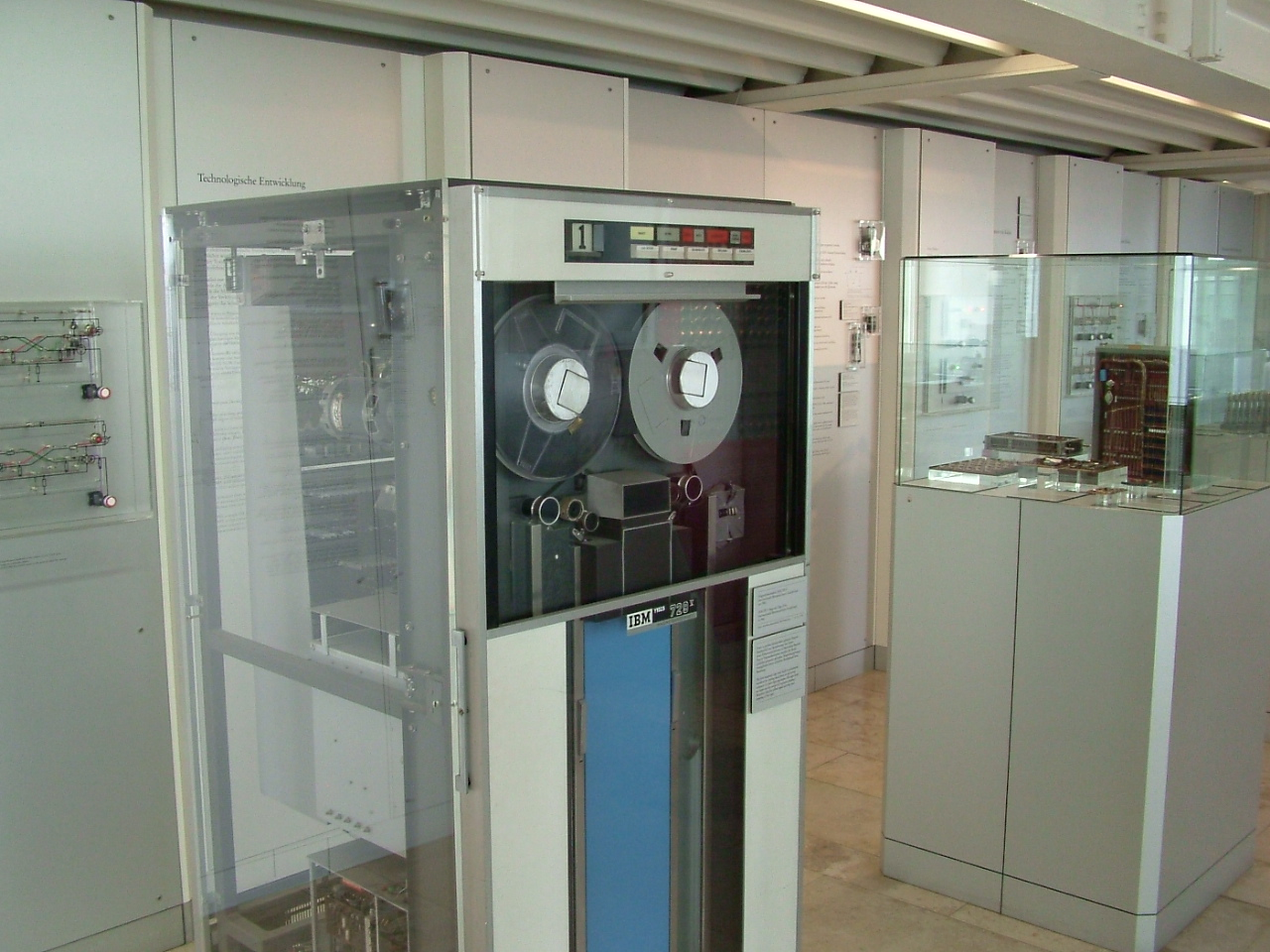
Un IBM 729 V au Deutsches Museum, Munich.
Lecteurs de bandes IBM 729 au Computer History Museum (CHM).
Vue latérale du lecteur de bande 729 avec le couvercle retiré au CHM.
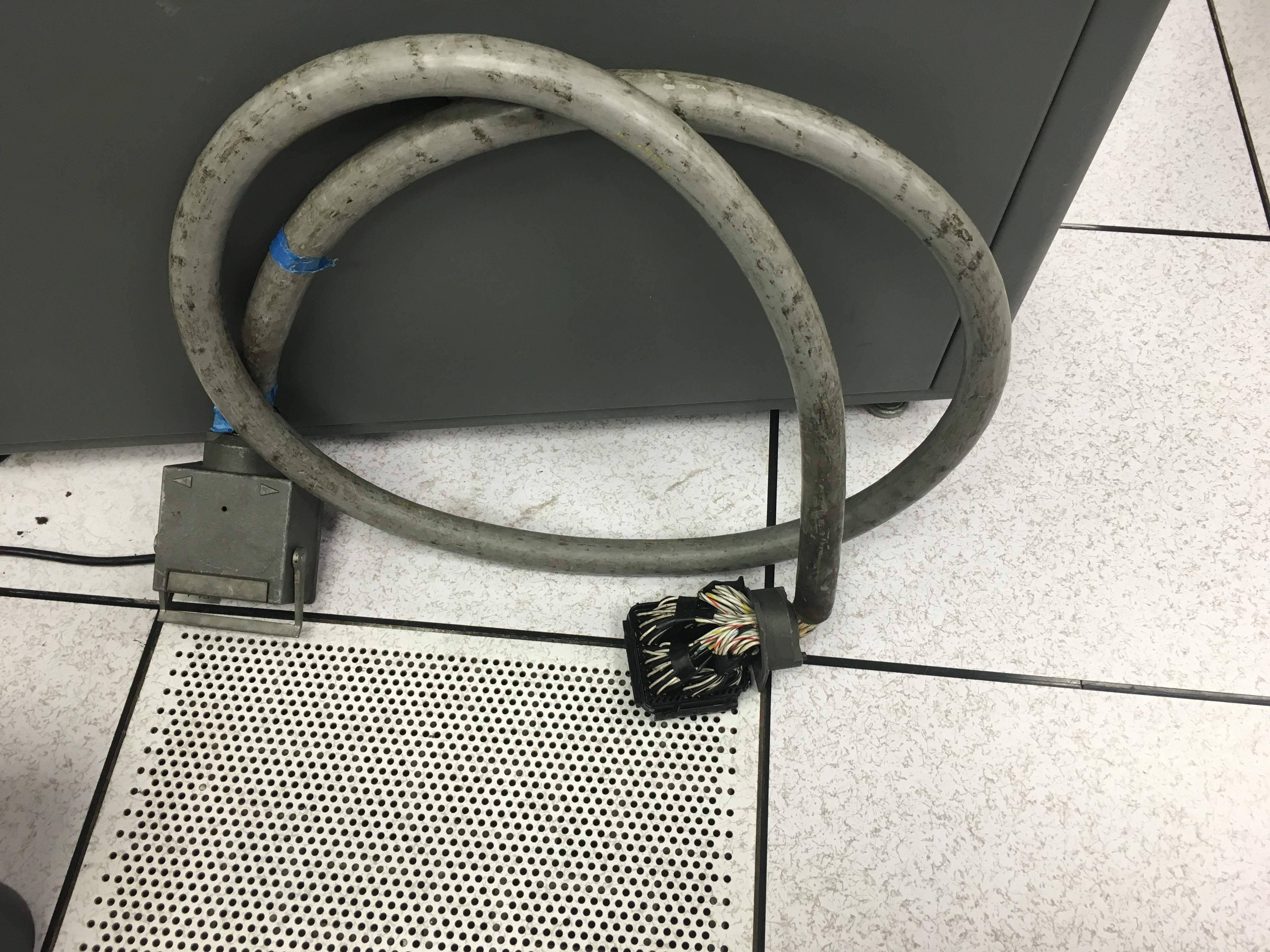
Câble utilisé pour connecter les lecteurs de bandes IBM 729 entre eux et à un ordinateur IBM 1401 au CHM.